# Habitatge al carrer del Fossar, 14 (Rupit)
L'Habitatge al carrer del Fossar, 14 és una casa de Rupit i Pruit (Osona) inclosa a l'Inventari del Patrimoni Arquitectònic de Catalunya.

## Descripció
Casa de carrer, entre mitgeres, assentada damunt el desnivell del terreny i amb la façana orientada a tramuntana i la banda de migdia mirant vers la riera de Rupit. Presenta un portal rectangular a la planta baixa amb la data 1616 i una finestra a la part dreta, emmarcada per bigues de roure. A la part esquerra i dins un antic portal tapiat s'hi emmarca una petita finestra amb reixes de ferro forjat. Al primer pis hi ha dos carreus de pedra que abriguen la imatge de la Verge de Montserrat i una teiera entre les dues finestres.
És construïda amb pedra unida amb morter de calç.
L'estat de conservació és bo, ha estat molt restaurada.

## Història
La importància de les cases d'aquest carrer rau sobretot en la bellesa arquitectònica i la unitat dels edificis que la integren, tots ells construïts als segles xvii i XVIII i que han estat restaurats recentment amb molta fidelitat.
L'establiment de cavallers al Castell de Rupit als segles xii i xiii donaren un caire aristocràtic a la població, al segle xiv la demografia baixa considerablement. Al fogatge del segle xvi ja s'observa una certa recuperació i a partir del segle xvii comença a ser nucli important de població, ja que durant la guerra dels Segadors, al 1654, s'hi establiren molts francesos.